# میانگین وزنی
در دانش آمار میانگین وزنی یا میانگین حسابی وزنی یا میانگین موزون (به انگلیسی: Weighted mean) نوعی سنجش گرایش به مرکز است، و عبارت است از میانگین حسابی یک مجموعه داده‌های نابرابر و ناموزون.
در محاسبه میانگین وزنی یک مجموعه عامل‌های نابرابر، برای هر یک از عامل‌ها، وزن یا ارزش معینی در نظر گرفته می‌شود و سپس آن عامل در وزن معین ضرب می‌گردد. آن‌گاه جمع این ارقام به دست آمده بر مجموع وزن‌ها تقسیم می‌شود.
{\displaystyle {\bar {x}}={\frac {\sum _{i=1}^{n}w_{i}x_{i}}{\sum _{i=1}^{n}w_{i}}},}